# Pou públic (Ullastret)
El Pou públic és una obra d'Ullastret (Baix Empordà) inclosa a l'Inventari del Patrimoni Arquitectònic de Catalunya.

## Descripció
Pou que es troba al carrer de la Presó, a tocar la cantonada amb el carrer del Fort. Es de pla semicircular; ha estat colgat. A la part frontal del brocal hi ha una gran llosa de pedra calcària i als costats es drecen dues fermes pilastres d'obra. Tot es fet amb rebles sense treballar trabats amb morter.